# Dora Pérez de Zárate
Dora Pérez de Zárate (conocida por su seudónimo Eda Nela, Panamá, 9 de marzo de 1912 - 29 de marzo de 2001) fue una educadora, escritora, poetisa y folklorista panameña,  autora de cerca de una treintena de obras dedicadas al folclore panameño, entre poemarios, cuentos, obras de teatro, ensayos y libros de texto.
Ganadora en dos ocasiones del Premio Ricardo Miró, uno de los premios más importantes de la literatura panameña, dedicó su vida a la enseñanza del español y del folclore y es reconocida por impulsar eventos tales como la Semana del Maíz, el Festival de la Mejorana en Guararé y la Semana Folclórica Manuel F. Zárate, dedicada a su esposo, reconocido folclorista panameño. Fue una de las primeras exponentes de la vanguardia dentro de la poesía panameña junto a Ofelia Hooper.

## Biografía
Nació el 9 de marzo de 1912 en la Ciudad de Panamá. Hija de José Matilde Pérez y María Moreno, ambos oriundos de la comunidad de Sabanagrande, Provincia de Los Santos, cursó estudios en la Escuela Normal de Institutoras, donde obtuvo el título de maestra de enseñanza primaria en 1930.  Más tarde, en 1937, obtiene el título de profesora de Español en el Instituto Pedagógico de Panamá y en el año 1939 culminó sus estudios de Licenciatura en Filosofía y Letras de la Universidad de Panamá.
Inició su vida profesional dictando clases como maestra en Sabanagrande.  Al regresar a la Ciudad de Panamá frecuenta las reuniones del grupo El Crisol, donde figuras como Rogelio Sinán, Otilia Arosemena de Tejeira y Rodrigo Miró entre otros, se reunían para hablar de cultura y literatura.  Es en estas reuniones donde conoció al doctor y folclorista Manuel Zárate, con quien luego de un noviazgo de diez años, contrajo nupcias el 14 de marzo de 1941 en la Iglesia de San Francisco, en el Casco Antiguo de Panamá.  
Trabajó como guionista en el departamento de producción de SERTV Canal 11, donde produjo innumerables programas dedicados al folclore nacional.  En el ámbito educativo, se desempeñó como docente de la asignatura Folclore Nacional en la Universidad de Panamá por diez años desde 1961.  Posteriormente dicta las cátedras de Folclore Nacional y Español en la Universidad Católica Santa María La Antigua.  Tuvo dos hijos: Edda y Manuel.  El 29 de octubre de 1968 fallece su esposo Manuel Zárate a la edad de 69 años a causa de un fallo cardiaco.

## La Semana Zárate
Tras fallecer su esposo y en honor a su memoria, Dora Pérez de Zárate crea la Semana Manuel F. Zárate, cuya primera versión se realizó en junio de 1970.  
Durante este evento se presentan bailes, cantos, vestidos, comidas y otras expresiones culturales del país.  En su primera versión contó con el apoyo del entonces Instituto Panameño de Turismo (hoy Autoridad de Turismo) y de la reconocida antropóloga panameña Reina Torres de Araúz. La Semana Zárate se celebra anualmente en la semana que coincida con el 22 de junio, día del nacimiento de Manuel Zárate. 
Según Dora Pérez de Zárate “La Semana Zárate es para enseñar, para difundir y se ha convertido en toda una cátedra del folclor”.

## Obras

### Literarias
- 1946: publica su primer libro de versos titulado Parábola.
- 1954: La niebla al amanecer.  Ganadora del segundo lugar del Premio Ricardo Miró en la sección de teatro.
- 1954: Novela Lolita Montero.
- 1963: La Fuga de Blanca Nieves, obra de teatro para niños presentada en escuelas de la capital y el interior del país y en la Universidad de Panamá.
- 1979: Publica la obra Añojal: Del tamborito una flor.

### Folclóricas
- 1956: Ensayo: Nanas, rimas y juegos infantiles que se practican en Panamá. Tercer lugar Premio Ricardo Miró.
- Monografía de la Pollera Panameña.
- Textos literarios del tamborito panameño.

#### En coautoría con Manuel F. Zárate
- 1952: La décima y la copla en Panamá. Obra ganadora del Premio Ricardo Miró en la sección de ensayo.
- 1962: Tambor y socavón. Primer lugar en la categoría de ensayo, Premio Ricardo Miró.

## Reconocimientos
- En 1956 recibe la Orden de Vasco Núñez de Balboa en el Grado de Comendador.[8]

- En 1977 recibe la Orden Manuel José Hurtado.[8]
- El 22 de octubre de 2000 en el marco del día de la Raza y Día Nacional del Folclore, el Instituto Nacional de Cultura le rindió homenaje por sus grandes méritos y se interpretó una décima titulada "Dora Pérez de Zárate" Luz Elena Villaláz.[8]